# Nils Höjer
Nils Jakob Höjer, född den 17 augusti 1853 i Norrbärke socken, Kopparbergs län, död den 7 mars 1923 i Stockholm, var en svensk historiker och skolman. Han var bror till Magnus och John Höjer, svärson till Carl Johan Bergman samt far till Axel, Gerda och Karl Höjer.
Höjer blev 1872 student vid Uppsala universitet, där han avlade filosofie kandidatexamen 1876 och filosofie licentiatexamen 1882. Sistnämnda år promoverades han till filosofie doktor i Uppsala på avhandlingen Norska grundlagen och dess källor. Höjer var docent i statskunskap vid Uppsala universitet 1882–1883.  Han blev därefter lektor i Visby 1884 och vid Högre latinläroverket å Norrmalm i Stockholm 1898. Höjer var ledamot i läroverkskommittén 1899–1902, där han bland annat ivrade för treårigt gymnasium med i vissa fall sexårig latinkurs. Bland hans skrifter märks läroböcker i samhällslära och samhällsskick (1907 och 1910) samt Statsförbundet mellan Sverige och Norge (1885), Kommunal uppslagsbok (1892) och Från klockupprorets dagar (1897). Höjer invaldes som ledamot av Samfundet för utgivande av handskrifter rörande Skandinaviens historia 1898. Han blev riddare av Nordstjärneorden 1899.